# Ernst Wehner
Ernst Wehner was een Duitse medewerker van de Sicherheitsdienst (SD) die tijdens de Tweede Wereldoorlog, samen met collega's als Maarten Kuiper, Friedrich Viebahn en Emil Rühl, in Noord-Holland vele slachtoffers heeft gemaakt.
In februari 1943 is Wehner betrokken geweest bij de represaillemaatregelen in Haarlem na de aanslag op Alois Bamberger. Op 15 juli 1944 is Wehner betrokken geweest bij de arrestatie van Johannes Post na de mislukte overval op het Huis van Bewaring aan de Weteringschans in Amsterdam. Onder zijn leiding werd Post ter plekke mishandeld. Een dag later overleefde hij een moordaanslag in de Euterpestraat door Ferdinand Ploeger. Ook verhoorde Wehner onder meer verzetsman Jan Postma.
In maart 1945 werd Wehner in een vuurgevecht met verzetsstrijders bij de Stadhouderskade 56 (tussen het Rijksmuseum en het huidige Marie Heinekenplein) te Amsterdam gedood. Enkele tientallen meters verder, op het Weteringplantsoen, werden ter vergelding 36 verzetsstrijders door de SD in het openbaar geëxecuteerd.